# Глухівський полк
Глухівський полк — тимчасова військова та адміністративно-територіальна одиниця Лівобережного гетьманату другої половини 17 століття. Існував нетривалий час на території поміж Сеймом та Десною.
Утворений І.Брюховецьким в 1663 році з 6-ти сотень Ніжинського полку як підрозділ для особистих потреб гетьмана. Полкове місто — Глухів. У 1665 році формацію ліквідовано та знов приєднано до Ніжинського полку.